# Governo Statella
Il governo Statella è stato il diciassettesimo governo del Regno delle Due Sicilie.

## Composizione
- Achille Rosica: Ministro Segretario di Stato degli Affari Interni
- Francesco Gamboa: Ministro Segretario di Stato di Grazia e Giustizia
- Tenente Generale Francescantonio Winspeare: Ministro Segretario di Stato della Guerra
- Retro Ammiraglio Marchese Girolamo de Gregorio: Ministro Segretario di Stato della Marina
- Principe Michele Gravina di Comitini: Ministro Segretario di Stato per gli Affari di Sicilia
- Luigi Carafa di Traetto: Ministro Segretario di Stato degli Affari Esteri
- Principe Raimondo de Liguoro di Pollica: Ministro Segretario di Stato delle Finanze
- Luigi Ajossa: Ministro Segretario di Stato dei Lavori Pubblici
  - dal 10 giugno: Cavaliere Achille Rosica
- Francesco Scorza: Ministro Segretario di Stato degli Affari Ecclesiastici e della Pubblica Istruzione
- Luigi Ajossa: Ministro Segretario di Stato della Polizia Generale
  - dal 10 giugno: Maresciallo di Campo Duca Emanuele Caracciolo di Santo Vito